# Grand effondrement du commerce international
Le grand effondrement du commerce international est la chute brutale du commerce international qui a lieu à partir de la fin de 2008 jusqu'au deuxième trimestre de 2009. Conséquence de la crise financière mondiale de 2008, cet effondrement a été parallèle à la grande récession de 2008.

## Concept
La crise financière de 2008 se transforme rapidement en une crise économique mondiale. Le commerce subit alors un ralentissement marqué, notamment au sein des pays développés. La chute du commerce international a lieu entre le troisième trimestre 2008 et le deuxième trimestre 2009. Alors que le PIB mondial baissait de 1 %, le commerce mondial s'est effondré de 10 %.
Le Fonds monétaire international remarque, dans ses Perspectives de l'économie mondiale de 2016, que le grand effondrement s'est ensuivi d'une phase où le commerce international a « progress[é] nettement moins vite tant en termes absolus que par rapport à la croissance du PIB mondial ».

## Causes
Le grand effondrement du commerce mondial a donné lieu à de nombreuses recherches car cette baisse fut simultanée dans pratiquement tous les pays du monde.
Les principales raisons évoquées par les chercheurs sont une baisse soudaine de la demande et de l'offre, une contraction du crédit pour les entreprises exportatrices et l'effet des chaînes de valeurs globales.